# Серкоза
Серкоза (порт. Cercosa)  —  район (фрегезия) в Португалии,  входит в округ Визеу. Является составной частью муниципалитета  Мортагуа. Находится в составе крупной городской агломерации Большая Коимбра. По старому административному делению входил в провинцию Бейра-Алта. Входит в экономико-статистический  субрегион Дан-Лафойнш, который входит в Центральный регион. Население составляет 357 человек на 2001 год. Занимает площадь 8,90 км².
Покровителем района считается Дева Мария (порт. Nossa Senhora da Conceição). 